# Богдашева, Анна Игоревна
Анна Игоревна Богдашева (род. 16 апреля 1993 года, Москва) — российская гандболистка, правый полусредний игрок сборной России и ГК «Кубань». Чемпионка летней Универсиады 2015 года. Серебряный призёр чемпионата Европы среди юниорок, серебряный призёр I юношеских Олимпийских игр. Бронзовый призёр кубка России в составе Звенигородской «Звезды», бронзовый призёр чемпионата России в составе ЦСКА, Чемпионка Беларуси, бронзовый и серебряный призёр кубка Беларуси в составе БНТУ-БелАЗ.

## Биография
Родилась в Москве. В столичном «Луче» в 2011 году она начала свою профессиональную карьеру гандболистки. Пять сезонов кряду московская команда завоёвывала путёвку в плей-офф, но первый раунд не проходила. В результате, седьмое место стало лучшим результатом Анны в составе «Луча».
В 2016 году Богдашева подписала контракт с звенигородской «Звездой» и стала основным игроком этой команды. В дебютном сезоне в Звенигороде она получила шанс получить медали Суперлиги, однако в матчах за 3-е место триумфаторами оказались гандболистки «Кубани». Противостояние повторилось и на следующий сезон, но уже в четвертьфинале, и вновь победа была на стороне краснодарского клуба. В чемпионате России в сезоне 2018/2019 годов в составе «Звезды» она вновь играла в полуфинальной серии, в матчах за 3-е место "Звезда" снова споткнулась о «Кубань».
Сезон 2019/2020 Анна Богдашева провела в ПГК ЦСКА.
Сезон 2020/2021 спортсменка провела в чемпионате Беларуси на новой для себя позиции правого полусреднего, показав отличную результативность (74.7%) забив 136 мячей из 182 попыток за 28 игр и завоевала золотые медали со столичным БНТУ-БелАЗ.
С лета 2021 года будет выступать за Краснодарскую «Кубань».

## Карьера в сборной
Летом 2015 года Анна в составе гандбольной студенческой сборной России завоевала «золото» XXVIII Всемирной летней Универсиады в Корее.
Осенью в 2018 году Анна получила приглашение в состав национальной команды.